# Domingos Rosado Vitória Pires

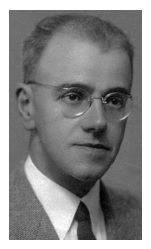
Pires Deputado

Domingos Rosado Vitória Pires (Évora, 14 de Julho de 1903 —  26 de Fevereiro de 1990), com o nome geralmente grafado Domingos Rosado Victória Pires, foi um engenheiro agrónomo formado no Instituto Superior de Agronomia e na Estação Agrária de Svalov, Suécia, como bolseiro da Junta de Educação Nacional.
Político do tempo do Estado Novo que, entre outras funções de relevo, foi investigador da Estação Agronómica Nacional (1937-1942), fundador e diretor da Estação de Melhoramento de Plantas de Elvas (1942-1973), Subsecretário de Estado da Agricultura (1950-1958), Secretário de Estado da Agricultura (1965-1969),  deputado à Assembleia Nacional e administrador da Fundação da Casa de Bragança.
Gran Cruz de la Orden Civil del Mérito Agrícola (19.10.1966) 